# Blockberry Creative
Blockberry Creative (tiếng Hàn: 블록베리 크리에이티브; Romaja: Beullokberi Keurieitibeu) là một hãng thu âm Hàn Quốc thành lập vào năm 2016. Đây là công ty con của Polaris Entertainment, hãng quản lý cũ của nhóm nhạc nữ LOONA.

## Lịch sử
Blockberry Creative được chính thức thành lập vào ngày 22 tháng 3 năm 2016, là một công ty con của Polaris Entertainment.
Vào ngày 2 tháng 10 năm 2016, Blockberry Creative đã khởi động dự án nhóm nhạc nữ đầu tiên của họ, LOONA, dự kiến sẽ bắt đầu hoạt động trong vòng 18 tháng. Dự án sẽ giới thiệu riêng từng thành viên của nhóm mới bằng cách phát hành đĩa đơn và đến tháng 3 năm 2018, tất cả các thành viên đã được giới thiệu. 
Blockberry Creative chính thức đăng ký tên thương hiệu (tiếng Hàn: 이달의 소년; RR: Idalui Sonyeon; lit. Boy of the Month), khiến mọi người suy đoán rằng đây sẽ là dự án nhóm nhạc nam sắp tới của họ.
Trong nửa đầu năm 2018, Go Yu-jin đã đại diện cho Blockberry Creative trong chương trình sinh tồn thực tế Produce 48. Cô đã bị loại ở vòng loại thứ hai, kết thúc ở vị trí thứ 31.
Vào tháng 2 năm 2022, Sunye ký hợp đồng với Blockberry Creative. Vào ngày 16 tháng 3 năm 2022, Blockberry công bố dự án nhóm nhạc nam đầu tiên của họ, Chàng trai của tháng (tiếng Hàn: 이달 의 소년; RR: Idalui Sonyeon).
Ngày 25 tháng 11 năm 2022, Chuu bị loại khỏi LOONA do "lạm dụng quyền lực", sau đó tất cả các thành viên đều đâm đơn chấm dứt hợp đồng với công ty. Vào ngày 16 tháng 6, tất cả thành viên của LOONA đều đã chấm dứt hợp đồng với Blockberry Creative sau khi dành chiến thắng trong vụ kiện.
Ngày 29 tháng 6, Sunye đã thông báo trên mạng xã hội rằng cô đã chấm dứt hợp đồng với Blockberry Creative.

## Cựu nghệ sĩ
- LOONA (2016 - 2023)
  - Chuu (2017 - 2022)
  - Kim Lip (2017–2023)
  - JinSoul (2017–2023)
  - Choerry (2017–2023)
  - Heejin (2016–2023)
  - HyunJin (2016–2023)
  - ViVi (2016–2023)
  - HaSeul (2016–2023)
  - YeoJin (2016–2023)
  - Yves (2017–2023)
  - Go Won (2018–2023)
  - HyeJu (trước đây là Olivia Hye) (2018–2023)
- LOONA 1/3
- LOONA ODD EYE CIRCLE
- LOONA yyxy
- Sunye (2022 - 2023)